# Adamantisaurus
Adamantisaurus is een geslacht van plantenetende sauropode dinosauriërs uit de groep van de Titanosauriformes dat in het Late Krijt leefde in het gebied van het huidige Brazilië.
In 1958 ontdekte Sérgio Mezzalira bij de stad Flórida Paulista in de staat São Paulo, tijdens de aanleg van een spoorweg tussen Adamantina en Irapuru het skelet van een sauropode. De vondst werd in 1959 door Mezzalira in de literatuur gemeld. In 1966 en 1989 volgden verdere vermeldingen als Titanosauridae indeterminatae. De resten werden in 2000 in de collectie van het kleine Valdemar Lefèvre Museum te Saõ Paulo aangetroffen door de beschrijvers en herkend als een nog onbekende soort.
De typesoort Adamantisaurus mezzalirai werd in 2006 benoemd en beschreven door Rodrigo Miloni Santucci en Reinaldo Bertini. De geslachtsnaam verwijst naar de Adamantinaformatie, Campanien-Maastrichtien, ongeveer 70 miljoen jaar oud. De soortaanduiding eert de ontdekker, Dr. Sérgio Mezzalira. 
Het skelet is fragmentarisch en bestaat uit vijf voorste staartwervels, wellicht de tweede tot en met zesde, alsmede twee chevrons. Als holotype fungeren de vijf wervels onder inventarisnumner MUGEO 1282, en de chevrons onder nummer MUGEO 1289 en MUGEO 1295. Ze behoren tot de collectie van het Museu Geológico Valdemar Lefèvre. Messalira had van de vindplaats ook nog een sauropode linkerdijbeen van 110 centimeter lengte gemeld, door de spoorwegarbeiders gevonden. Voorzichtigheidshalve werd dit in 2006 niet toegewezen. Het dijbeen leek ook wat te klein voor de wervels.
De beschrijvers gaven enkele typerende kenmerken aan.
De beschrijvers voerden de gegevens van het holotype in een datamatrix in voor een kladistische  analyse maar dat had slechts tot uitkomst dat het dier zich ergens in de Titanosauriformes bevond. De precieze plaatsing van Adamantisaurus is dus nog wat onzeker.